# 1004
1004. је била проста година.

## Догађаји
- 21. март — На Рајхстагу у Регенсбургу Хенрик II  је прогласио свог зета Хенрија од Луксембурга за војводу од Баварске.
- Јован XVIII је постао римски папа.
- Битка у клисури долине реке Брента. Ардуинов неуспешан покушај да блокира напредовање Хенрија II ка Верони.
- 18. април — Побуна у Ардуиновом логору. Како се немачка војска приближава, многи италијански владари напуштају Ардуина.
- Хенри II заузима Верону без отпора.
- 14. мај — Хенрик II Свети крунисан је у Павији за цара Светог рисмог царства.
- 15. мај — немири у Павији. Увече на дан крунисања избили су озбиљни немири међу становницима града у Павији, усмерени против краља. Могуће је да су нереде изазвали пијани војници краљевске војске.
- 24. јун — Хенрик II  слави у Груму код Лугана, након чега се хитно враћа у Немачку.
- Трагичан инцидент у Стразбуру. Кућа у којој се одржавала судска седница код краља изненада се срушила без икаквог разлога и спољашњих знакова. Само срећним случајем Хенрик II е преживео.
- Напад  Хенрика II на Бохемију.
- Болеслав I Храбри је заузео Моравску.
- У Прагу избија устанак против Болеслава Храброг.
- Хенрик II без борбе улази у Праг и за новог војводу Бохемије поставља Јаромира.
- Инвазија Хенрика II на Италију. Проглашен је за краља Ломбардије. Он убеђује Рудолфа III, краља Бургундије, да пристане на поновно уједињење Бургундије и Немачке након Рудолфове смрти.
- Хенрик II је освојио део Ломбардије, спалио Падову и победио Ардуина од Ивреје.
- Махмуд од Газнија је започео освајање панџабских земаља.
- У Каиру је изграђена опсерваторија.
- Први мировни уговор између владара царства Сунг у Кини и Китана (Лиао), по коме су Кинези били обавезни да плаћају данак.
- Печенези су опсели Кијевски Белгород, али када су се велике руске снаге приближиле, побегле су назад у степу.

### Децембар
- Википедија:Непознат датум — Битка код Скопља
- Википедија:Непознат датум — Битка код Солуна (1004)

## Смрти
- Википедија:Непознат датум — Ерик Црвени